# 마르코 안토니오 로드리게스
마르코 안토니오 로드리게스 모레노(Marco Antonio Rodríguez Moreno, 1973년 11월 10일 멕시코시티 ~ )는 멕시코의 축구 심판으로, 체육 교사를 겸하고 있다. 멕시코에서는 그의 머리가 드라큘라처럼 생겼다 하여 붙여진 별명인 "치키드라쿨라"("Chiquidrácula", 스페인어로 "작은 드라큘라"라는 뜻)로 부르고 있다.
그는 1999년 1월 1일에 국제 축구 연맹으로부터 국제 심판 자격을 취득했으며, 같은 해 3월 3일에 열린 파라과이와 과테말라의 경기에서 처음으로 국제 심판으로 활동하였다. 이후 2006년 FIFA 월드컵에서 잉글랜드와 파라과이, 코트디부아르와 세르비아 몬테네그로의 그룹 스테이지 두 경기의 주심을 맡았으며, FIFA 클럽 월드컵 2007에서 세파한과 와이타케레 유나이티드의 플레이오프 경기, 보카 주니어스와 AC 밀란의 결승전 경기의 주심을 맡았다. 또한 그는 2010년 FIFA 월드컵에서 독일과 오스트레일리아, 칠레와 스페인의 그룹 스테이지 두 경기의 주심을 맡기도 하였다.

## 심판 경력

### FIFA 월드컵
2006년 FIFA 월드컵
- 2006년 6월 10일:  잉글랜드 -  파라과이 (B조)
- 2006년 6월 21일:  코스타리카 -  세르비아 몬테네그로 (C조)

2010년 FIFA 월드컵
- 2010년 6월 13일:  독일 -  오스트레일리아 (D조)
- 2010년 6월 25일:  스페인 -  칠레 (H조)

2014년 FIFA 월드컵
- 2014년 6월 17일:  벨기에 -  알제리 (H조)
- 2014년 6월 24일:  이탈리아 -  우루과이 (D조)
- 2014년 7월 8일:  브라질 -  독일 (준결승전)